# The Scorpion King (Soundtrack)
The Scorpion King ist der Soundtrack zum gleichnamigen Film. Der Soundtrack erschien am 26. März 2002 über Universal Records und wurde in den Vereinigten Staaten mit einer Goldenen Schallplatte ausgezeichnet.

## Entstehung
Im Jahre 2002 erhielt der Godsmack-Sänger Sully Erna das Angebot, den Soundtrack für den Film The Scorpion King zusammenzustellen. Chuck Russell, der Regisseur des Films, ist ein Fan der Band und wollte ursprünglich das Lied „Voodoo“ von Godsmacks Debütalbum verwenden. Da das Lied zum damaligen Zeitpunkt schon mehrere Jahre alt war, bat Russel Erna, das Lied neu zu arrangieren. Sully Erna lehnte ab und präsentierte Russel mit „I Stand Alone“ ein von ihm neu geschriebenes Lied. Später wurde Sully Erna gebeten, neben bekannten die „besten aufstrebenden Bands“ für den Soundtrack zu gewinnen. Nicht alle angesprochenen Bands trugen Lieder für den Soundtrack bei. Absagen erhielten die Produzenten von Incubus, Metallica, Staind, Disturbed, Methods of Mayhem, A Perfect Circle, Stone Temple Pilots und Nine Inch Nails. Godsmacks Beitrag I Stand Alone wurde im Februar 2002 als Single ausgekoppelt. Für das Lied wurde ein Musikvideo gedreht, bei dem die Brüder Greg und Colin Strause Regie führten. Das Musikvideo enthält Szenen aus dem Film.

## Titelliste
| Nr. | Titel                  | Interpret                      | Länge |
| --- | ---------------------- | ------------------------------ | ----- |
| 1   | I Stand Alone          | Godsmack                       | 4:05  |
| 2   | Set It Off’            | P.O.D.                         | 4:10  |
| 3   | Break You              | Drowning Pool                  | 2:48  |
| 4   | Streamline             | System of a Down               | 3:36  |
| 5   | To Whom It May Concern | Creed                          | 5:09  |
| 6   | Yanking Out My Heart   | Nickelback                     | 3:35  |
| 7   | Losing My Grip         | Hoobastank                     | 3:55  |
| 8   | Only the Strong        | Flaw                           | 4:17  |
| 9   | Iron Head              | Rob Zombie feat. Ozzy Osbourne | 4:10  |
| 10  | My Life                | 12 Stones                      | 3:03  |
| 11  | Along the Way          | Mushroomhead                   | 3:17  |
| 12  | Breathless             | Lifer                          | 4:04  |
| 13  | Corrected              | Sevendust                      | 4:31  |
| 14  | Burn It Black          | Injected                       | 2:42  |
| 15  | 27                     | Breaking Point                 | 3:38  |
| 16  | Glow                   | Coal Chamber                   | 3:06  |

## Rezeption

### Rezensionen
Bradley Torreano vom Onlinemagazin Allmusic bezeichnete das Album als Standard-Soundtrack eines Actionfilms aus Hollywood, der aber über die prominenteren Künstler verfügt. Am „meisten wehtun“ würde dem Soundtrack „die intensive Durchschnittlichkeit“ der Lieder. Darryl Sterdan vom Onlinemagazin Tinnitist beschrieb den Soundtrack als „fade, eindimensionale Angelegenheit“, bei der „kein Lied richtig herausragt“.

### Chartplatzierungen
| ChartsChartplatzierungen | Höchstplatzierung | Wochen |
| ------------------------ | ----------------- | ------ |
| Deutschland (GfK)        | 38 (3 Wo.)        | 3      |
| Österreich (Ö3)          | 18 (1 Wo.)        | 1      |

Godsmacks Single I Stand Alone erreichte Platz 96 der deutschen Singlecharts.

### Auszeichnungen für Musikverkäufe
| Land/Region               | Auszeichnungen für Musikverkäufe (Land/Region, Auszeichnung, Verkäufe) | Verkäufe |
| ------------------------- | ---------------------------------------------------------------------- | -------- |
| Vereinigte Staaten (RIAA) | Gold                                                                   | 500.000  |
| Insgesamt                 | 1× Gold ·                                                              | 500.000  |